# Nassarius tingitanus
Nassarius tingitanus is een slakkensoort uit de familie van de Nassariidae. De wetenschappelijke naam van de soort is voor het eerst geldig gepubliceerd in 1901 door Pallary.